# Mario Roques
Mario Roques (Callao, Perú, 1 de julio de 1875 – París, 8 de marzo de 1961) fue un lingüista y medievalista francés, conocido por su labor de editor.

## Vida
Mario Rocas nació en Perú, donde su padre formaba parte del cuerpo consular, aunque se educó en París, a pesar de que su familia era originariamente occitana. A partir de 1894 estudió en la Escuela Normal Superior de París (1894-1897), en la Sorbona, donde fue alumno de Joseph Bédier y Ferdinand Brunot, y en la École Pratique des Hautes Études (1894-1903), donde fue alumno de Gaston Paris o Antoine Thomas. Al mismo tiempo, iba a escuchar lecciones en la École Nationale des Chartes. Fue profesor de varias instituciones parisienses, las mismas donde había estudiado (sucedió Gaston Paris en la École pratique des hautes études) y también en el Institut National des Langues et Civilisations Orientales, donde enseñó rumano y también albanés. También enseñó en la Sorbona, donde fundó un instituto de estudios rumanos. También tuvo varios cargos (secretario, director) dentro de estas instituciones.  Desde 1937 formó parte del Collège de France, cargo de máximo prestigio que puede obtener un profesor universitario francés, con una cátedra que intituló “Historia del vocabulario francés” y que sucedía a la de Joseph Bédier, uno de sus maestros, junto con Gaston Paris.
Sus intereses serían múltiples, tanto literarios como lingüísticos. Editó numerosos textos medievales en la editorial fundada por Honoré Champion, obras de Chrétien de Troyes o el famoso Roman de Renart, y tuvo también interés por la lingüística, particularmente por el léxico. En su cátedra del Collège de France quiso publicar un Inventario general de la lengua francesa, que finalmente no pudo editar pero que abasteció materiales para el futuro Trésor de la Langue Française. Como muestra de su diversidad de intereses señalaremos que escribió un “Prefacio” a la edición francesa de la gramática de Pompeu Fabra. También editó algunos de los primeros textos rumanos (Palia d'Orastie, 1925).

## Distinciones
Fue nombrado miembro de la Academia de Inscripciones y Lenguas Antiguas (1933), donde colaboró con la monumental Histoire littéraire de la France, así como de la Real Academia de la lengua y de la literatura francesas de Bélgica (1946). En 1948 fue nombrado miembro correspondiente del Instituto de Estudios Catalanes.
También colaboró en los inicios de la Sociedad de Lingüística Románica, de la que fue presidente en dos períodos.

## Obra
El 1910 fundó la colección Classiques français du Moyen âge, que publica la editorial Honoré Champion. Él mismo contribuyó con varios volúmenes a la colección. También dirigió, desde 1911 y hasta que murió, la revista Romania, sucediendo en este cargo a Paul Meyer.

## Publicaciones

### Como editor de textos
- 1906-1909: Gaston Paris, Mélanges linguistiques, París: Honoré Champion.
- 1010-1912: Gaston Paris, Mélanges de littérature française du moyen âge. París, 1910–1912. Reeditado en 1966.
- 1912:Le Garçon et l'Aveugle: jeu du XIIIe siècle, edición de Mario Roques de la obra L'Aveugle et son valet, col.  Les classiques français du Moyen âge, n° 5, Honoré Champion. Reeditado en 2005 por Jean Dufournet.
- 1931 : Le Roman du comte d'Anjou de Jehan Maillart.
- 1936 : Aucassin et Nicolette.
- 1948 : Le Roman de Renart.
- 1951 : Le Roman de Renart.
- 1952 : Les romans de Chrétien de Troyes : I Érec et Enide.
- 1955 : Le Roman de Renart.
- 1956 : Roland à Saragosse, poema en lengua occitana del siglo XIV.
- 1957 : L'Estoire de Griseldis en rimes et par personnages.
- 1958 : Le Roman de Renart.
- 1958 : Le Chevalier à la charrette.
- 1959 : La Farce du pauvre Jouhan (en colaboración con Eugénie Droz).
- 1960 : Le Roman de Renart.
- 1960 : Le Chevalier au lion (Yvain).
- 1963 : Le Roman de Renart.

### Como autor
- Bibliographie des travaux de Gaston Paris (con Joseph Bédier), París 1904. Reimpreso en Ginebra: Droz, 2004.
- Etudes de géographie linguistique, d'après l'Atlas linguistique de la France (con Jules Gilliéron), París, 1912.
- Recherches sur les anciens textes albanais, París, 1932.
- La poésie roumaine contemporaine, Oxford, 1934.
- Recueil général des lexiques français du moyen âge (XIIe-XVe siècle). I. Lexiques alphabétiques, 2 vol., París, 1936–1938. Reeditado en París, 1969.
- Études de littérature française, Lille / Ginebra: Droz, 1949.